# Jōtō Mon In no Chūjō
Jōtō Mon In no Chūjō (上東門院中将?) fue una poetisa y cortesana japonesa que vivió a mediados de la era Heian, específicamente a mediados del siglo XI. Su padre fue el Sakyō Daibu Fujiwara no Michimasa y su madre fue la hija de Fujiwara no Nobutaka y fue nieta de Murasaki Shikibu. Es considerada una de las poetas que conforma la lista antológica Chūko Sanjūrokkasen.
Atendió a la Emperatriz Chūgū Fujiwara no Shōshi de Jōtō Mon In, esposa del Emperador Ichijō. Es mencionada en el cuento Eiga Monogatari, que relata la vida de Fujiwara no Michinaga, padre de Shōshi, y su familia. 
Como poeta waka, sólo cinco poemas posiblemente atribuidos a ella están incluidos en la antología imperial Goshūi Wakashū.